# فاولرویل، شهرستان لیوینگستون، نیویورک
فاولرویل (به انگلیسی: Fowlerville) یک منطقهٔ مسکونی در ایالات متحده آمریکا است که در شهرستان لیوینگستون، نیویورک واقع شده‌است. فاولرویل ۲۲۷ نفر جمعیت دارد و ۱۹۳٫۸۶ متر بالاتر از سطح دریا واقع شده‌است.